# Hipodrom Longchamp

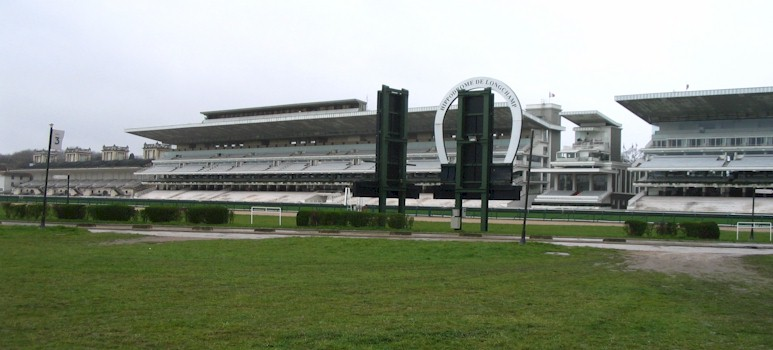
Tribuny na závodišti

Hipodrom Longchamp je dostihové závodiště v Paříži. Leží v 16. obvodu v jihozápadní části Boulogneského lesíka. Jeho název pochází z latinského longus campus (dlouhé pole) podle opatství, které se zde nacházelo.

## Historie
V roce 1853 na popud ministra vnitra Charlese de Morny byla vybrána část Boulogneského lesíka pro vytvoření hipodromu. Na území se rozkládal původně klášter Longchamp, který byl za Velké francouzské revoluce zrušen a území se stalo majetkem města Paříže. Císařský dekret ze srpna 1854 potvrdil rozhodnutí o vybudování závodiště. Hipodrom byl otevřen 27. dubnal 1857 za přítomnosti Napoleona III. a jeho manželky Eugénie.
V roce 1863 byla zahájena cena Grand Prix de Paris, 1873 Prix d'Ispahan a 1920 Prix de l'Arc de Triomphe.
Hipodromu se dotkly za jeho existence všechny tři války. Během prusko-francouzské a druhé světové (1870 a 1943) byl bombardován. Za první světové války byl zabaven a v letech 1914–1919 sloužil jako pastviny pro dobytek určený k zajištění zásobování Paříže.
Původní dřevěné tribuny byly v roce 1904 nahrazeny kamennými. Dnešní tribuny pocházejí z let 1962–1964.
Papež Jan Pavel II. zde sloužil mši 23. srpna 1997 u příležitosti Světových dnů mládeže.

## Technické údaje
Hipodrom Longchamp se rozkládá na 57 ha mezi Seinou a Boulogneským lesíkem, z toho je 17 ha určeno na závodní dráhy:
- hlavní dráha (2750 m)
- střední dráha (2500 m)
- krátká dráha (2150 m)
- nová dráha (1400 m)
- pravá dráha (1000 m)

## Longchamp v umění

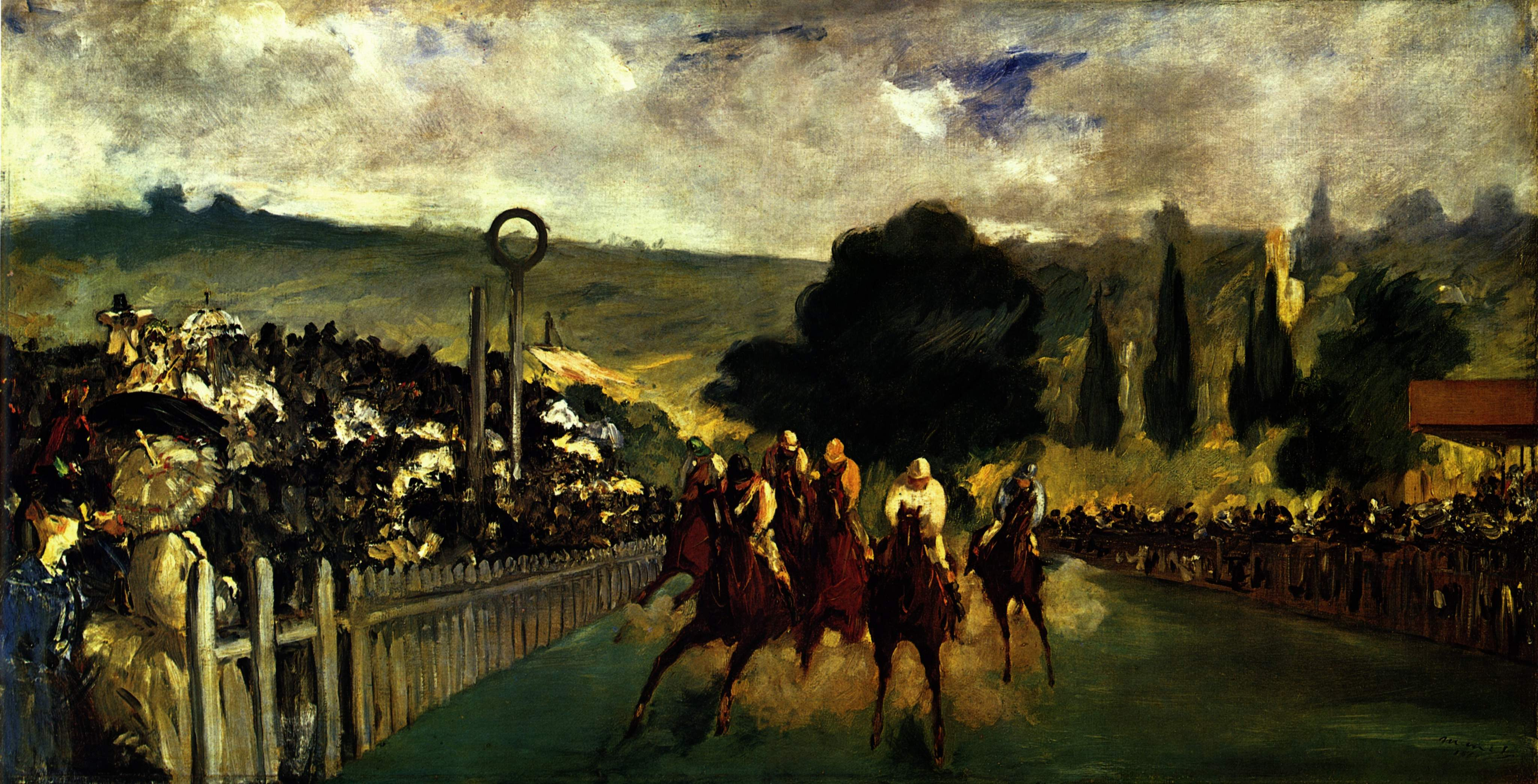
Édouard Manet: Les Courses à Longchamp

Mnozí umělci namalovali scény z tohoto závodiště, např. Édouard Manet, který namaloval Les Courses à Longchamp z roku 1867 nebo Edgar Degas a jeho Chevaux de course à Longchamp.

## Další aktivity
Na závodišti se konají i hudební koncerty, hostovali zde např. Rolling Stones. Od roku 1999 se zde koná festival Solidays na podporu boje proti AIDS.
Kolem závodiště je dráha dlouhá 3700 m určená pro cyklisty, chodník kolem ní využívají běžci.